# Pylades
Trong thần thoại Hy Lạp, Pylades (/ˈpaɪlədiːz/; tiếng Hy Lạp: Πυλάδης) là hoàng tử Phocian, con trai của vua Strophius và hoàng hậu Anaxiabia - con gái của Atreus và chị gái của Agamemnon và Menelaus. Anh hầu như được biết đến từ mối quan hệ của anh với người anh em họ Orestes - con trai của Agamemnon.

## Thần thoại

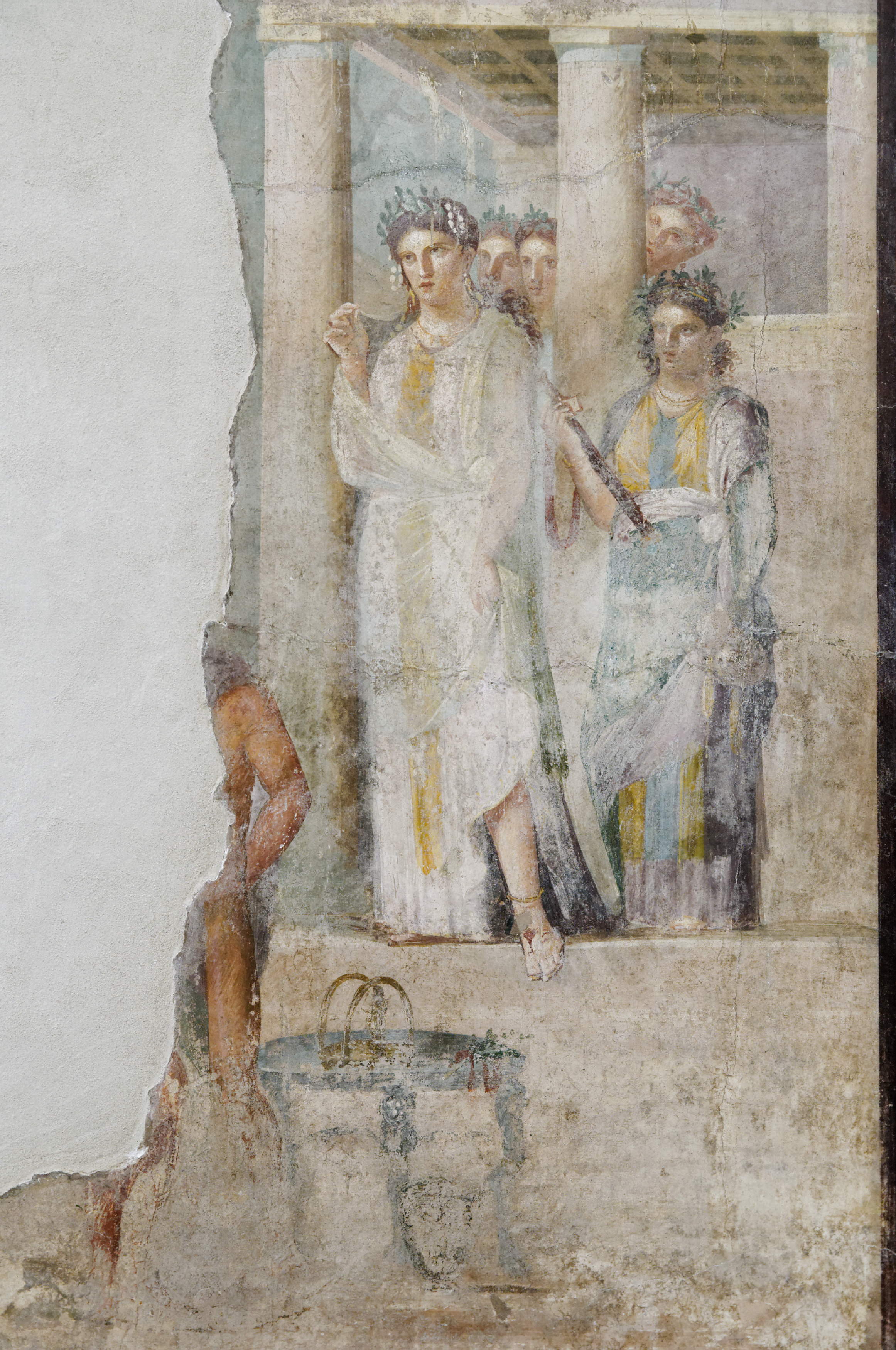
Iphigenia, nữ tư tế của nữ thần Artemis găp gỡ những người lạ Hy Lạp sẽ được hiến tế, trong đó có Orestes, em trai của cô và người bạn Pylades của Orestes; một bức bích hoạ cổ tại Pompeii, thế kỷ thứ nhất trước Công nguyên

### Orestes và Pylades
Orestes đã đến Phocis trong khi mẹ anh là Clytemnestra ngoại tình với Aegisthus. Ở đây, Orestes đã gặp gỡ và lớn lên cùng với Pylades, con trai của vua Strophius, nên Orestes coi Pylades là người bạn thân nhất của mình. Trong một chuyến trở về của Agamemnon sau chiến tranh thành Troia, Clytemnestra cùng người tình Aegisthus bí mật giết chết Agamemnon. Khi đó, Orestes đi vắng.

### Cái chết của Aegisthus và Clytemnestra
Khi đã trưởng thành, Orestes quay trở về thành Mycenae/Argos để trả thù cho người cha Agamemnon. Với sự giúp đỡ của người bạn Pylades, Orestes đã giết chết Clytemnestra và Aegisthus. Mặc dù dường như Pylades chỉ là một nhân vật phụ, nhưng anh được cho đã đóng góp một vai trò quan trọng trong kế hoạch trả thù của Orestes. 
Theo Pausanias, Pylades còn giết chết hai con trai của Naupius là Oeax và Nausimedon, những người đã đến viện trợ cho Aegisthus.

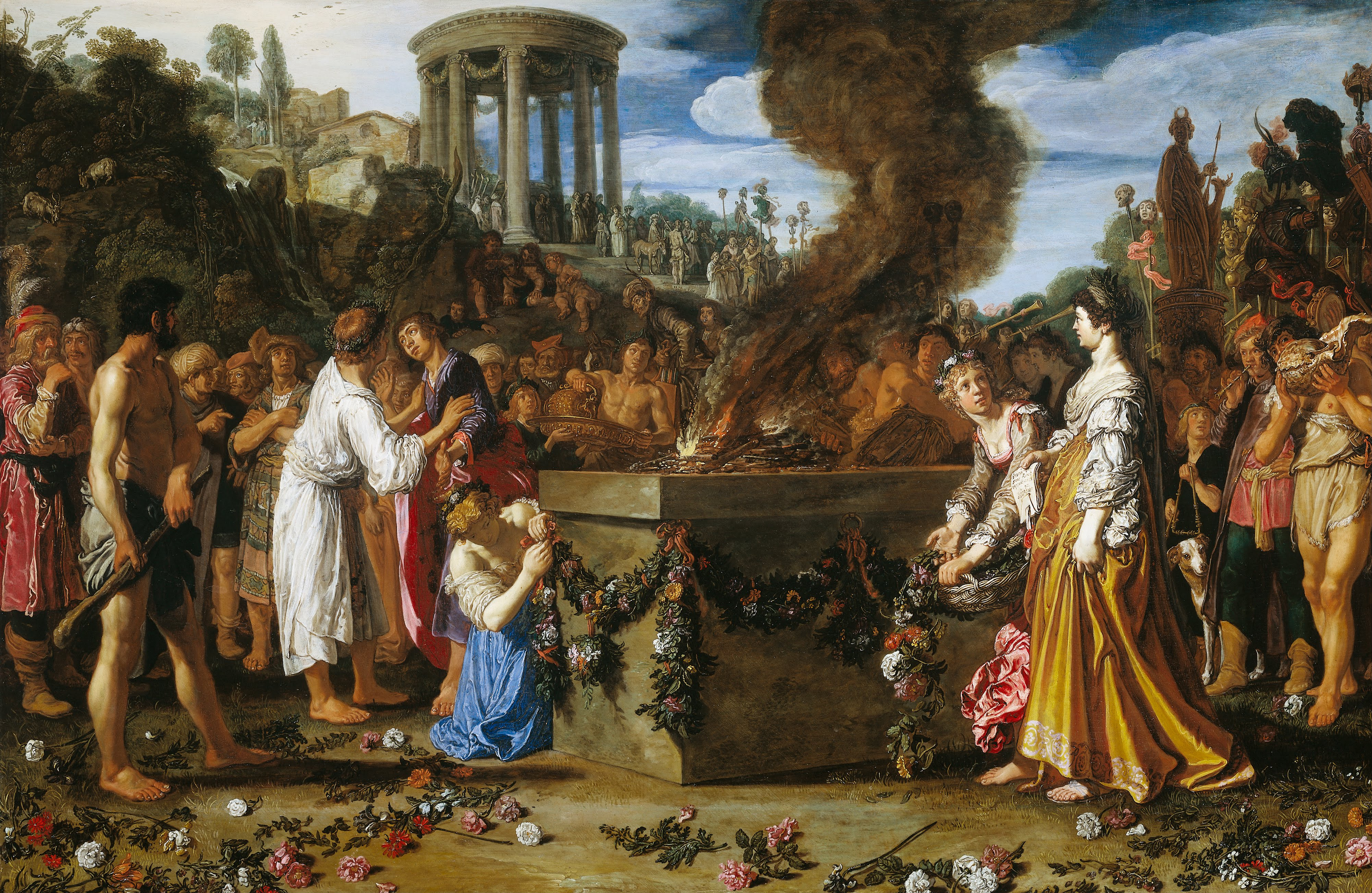
Orestes và Pylades đang tranh luận trước tế đàn, 1614 Pieter Lastman (1583–1633)

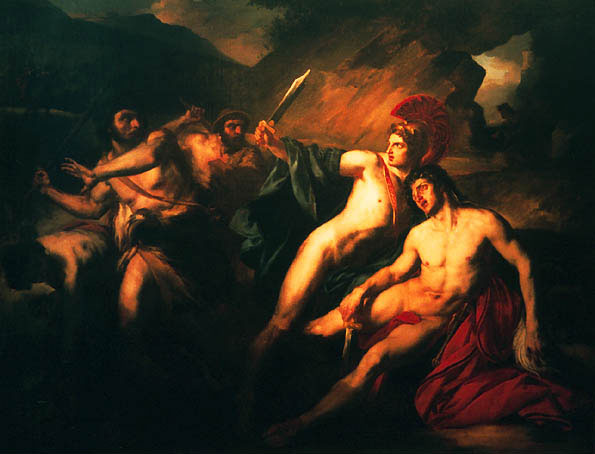
Pylades và Orestes, tranh của François Bouchot. Pylades được cho là bảo vệ Orestes trong khi Orestes đang điên loạn.

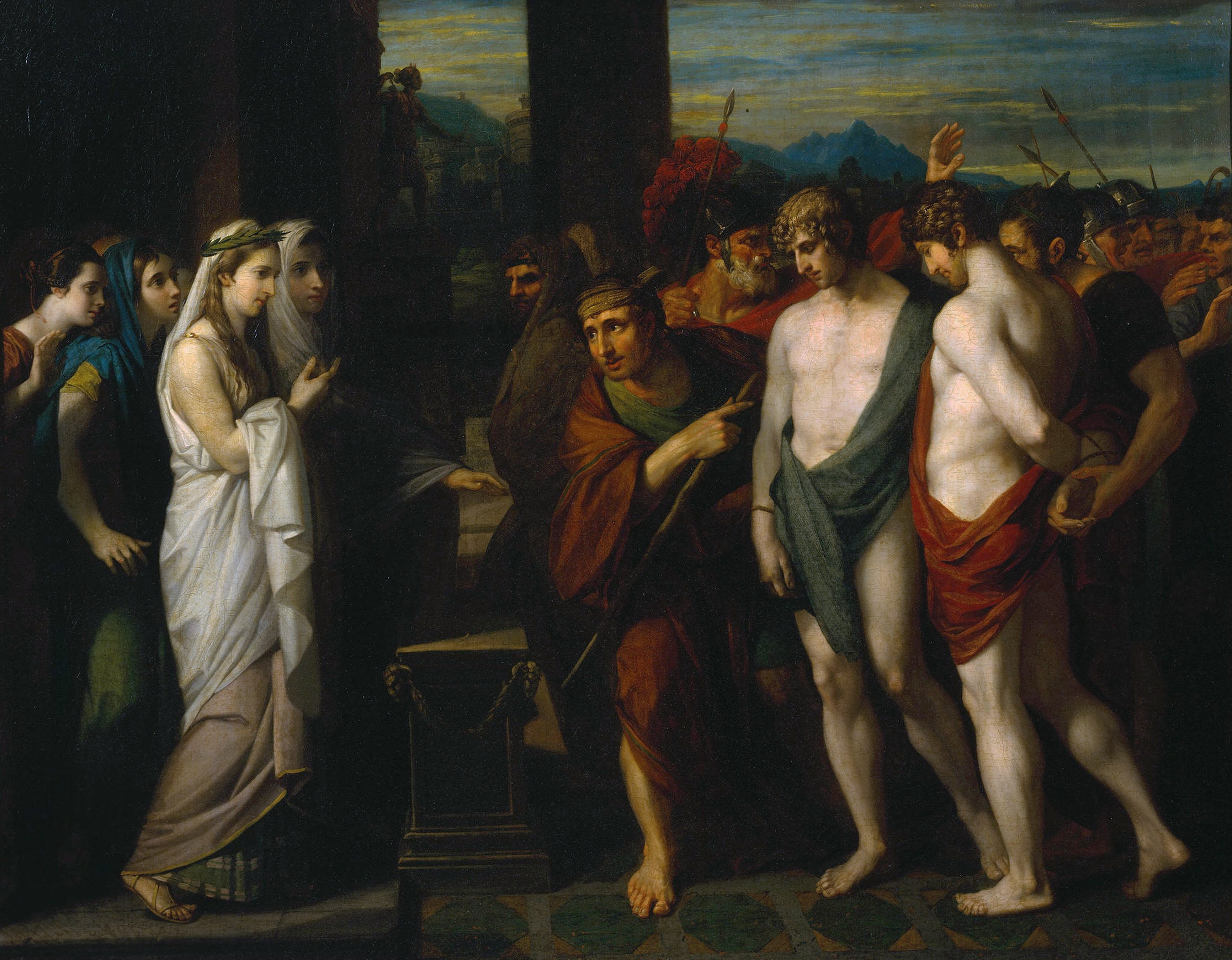
Pylades và Orestes bị giải tới trước mặt Iphigenia như những nạn nhân, tranh của Benjamin West, 1766

### Âm mưu sát hại Helen
Pylades trở về quê hương, nhưng anh bị vua cha Strophius lưu đày vì phạm phải tội ác giết người. Sau đó, Pylades quay lại gặp Orestes và giúp vạch ra một kế hoạch để tránh bị hành quyết. Họ cố gắng giết Helen, vợ của Menelaus, sau khi Pylades tỏ ra không giúp được gì trong việc bảo vệ Orestes. Tuy nhiên, sự cố gắng của họ bị thất bại do các vị thần can thiệp. Rồi họ bị bắt làm con tin cho Hermione, con gái của Helen và Menelaus. Thần Apollo đã đến để giải quyết tình hình và đưa ra những hướng dẫn cho họ, bao gồm cả cách để Pylades kết hôn với Electra, chị gái ruột của Orestes. Nhiều sự kiện trong số này được kể lại trong vở kịch Orestes của Euripides.

### Tauris
Pylades là một vai chính trong một vở kịch khác của Euripedes, Iphigeneia ở Tauris. Để thoát khỏi sự truy đuổi của các nữ thần Erinyes, Orestes được thần Apollo chỉ dẫn đến Tauris, khiêng bức tượng nữ thần Artemis mang về Athens. Orestes đi cùng Pylades tới Tauris, và cả hai người bị người dân ở đây bắt giữ vì ở nơi đây có phong tục hiến tế tất cả những người lạ tới từ Hy Lạp cho nữ thần Artemis. Khi những người dân chuẩn bị hiến tế cả hai người cho Artemis, thì Iphigeneia đã nhận ra Orestes và Pylades. Cả ba sau đó đã cùng nhau trốn thoát khỏi Tauris và mang theo bức tượng Artemis.